# Fritz Fischer (storico)
Fritz Fischer (Ludwigsstadt, 5 marzo 1908 – Amburgo, 1º dicembre 1999) è stato un giornalista tedesco, considerato tra i più importanti studiosi delle cause della prima guerra mondiale e del ruolo della  Germania nella conflagrazione europea.

## Teorie
Assalto al potere mondiale, la sua opera principale, segnò una svolta fondamentale negli studi sulle origini e sullo svolgimento della prima guerra mondiale. L'autore utilizzò una grande quantità di documentazione archivistica originale, ritenendo che la Germania fu la principale responsabile nello scoppio della guerra, a causa delle sue aspirazioni all'espansione imperialistica globale in Europa e nel Mondo, perseguite tenacemente fin dalla fondazione del II Reich e continuate coerentemente durante tutta la guerra. La tesi gli procurò aspre critiche nella Germania Occidentale.

## Opere
- Assalto al potere mondiale. La Germania nella guerra 1914-1918 (Griff nach der Weltmacht, 1961), a cura di Enzo Collotti, Biblioteca di cultura storica n. 85, Torino, Einaudi, 1965-1997, ISBN 978-88-06-18176-5. - Res Gestae, 2021, ISBN 978-88-669-7329-4.